# Frankenberger Bank
Die Frankenberger Bank, Raiffeisenbank eG war eine Genossenschaftsbank in Frankenberg.

## Geschichte

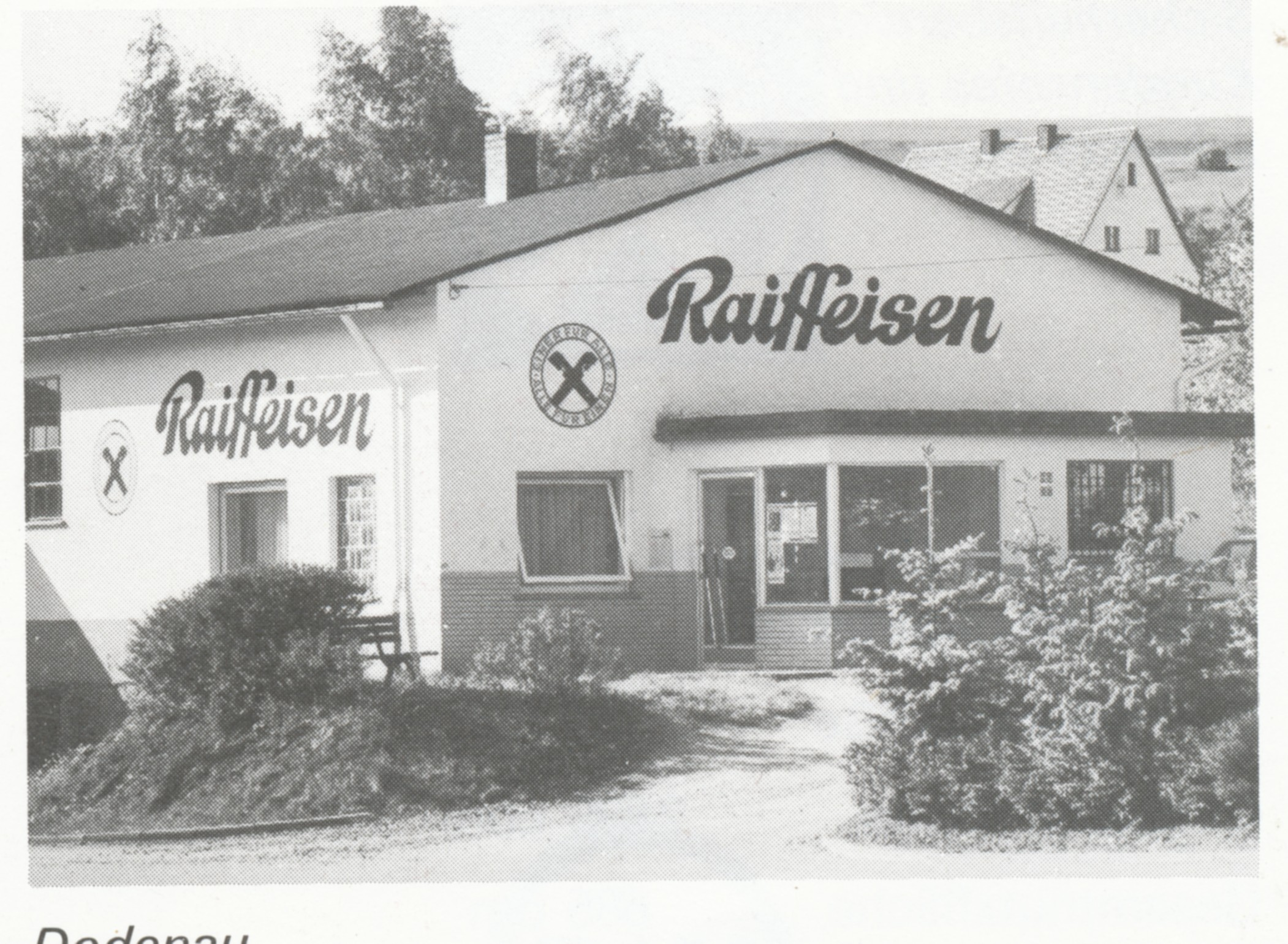
Geschäftsstelle Dodenau, 1985

Die Frankenberger Bank entstand im Jahr 2000 aus der Fusion der Raiffeisenbank Oberes Edertal eG, Raiffeisenbank eG Frankenberg, Raiffeisenbank eG Frankenau und Raiffeisenbank Geismar-Haubern eG. Im Jahr 2003 wurde die Raiffeisenbank Bottendorf eG aufgenommen.
Die Gründung der ältesten Vorgängergenossenschaft erfolgte 1869 in Dodenau. Am 28. Oktober 1961 beschloss die Generalversammlung der Raiffeisenkasse Wangershausen (1901 als Spar- und Darlehenskasse Rengershausen gegründet), ihren Sitz nach Frankenberg zu verlegen und die noch nicht genossenschaftlich organisierten Orte Schreufa, Rodenbach und Willersdorf in ihren Bereich aufzunehmen. Damit war in der damaligen Kreisstadt der Grundstein gelegt für eine Raiffeisenkasse Frankenberg.
Die spätere Frankenberger Bank, Raiffeisenbank eG ging aus dieser Raiffeisenkasse hervor, ebenso wie aus vielen kleinen Spar- und Darlehenskassen, Dresch- und Wareneinkaufsgenossenschaften des Ederberglandes, die im 20. Jahrhundert zusammenwuchsen und mit Fusionen und Kurskorrekturen auf veränderte Wirtschafts- und Marktstrukturen reagierten.
Die Fusion mit der Waldecker Bank (im Wege der Übernahme) wurde im Juni 2023 rückwirkend zum Jahresbeginn beschlossen. Die Zusammenführung der technischen Systeme erfolgte am 21. Oktober 2023.

## Geschäftsgebiet
Das Geschäftsgebiet umfasste neben dem Hauptsitz in Frankenberg auch die Städte und Gemeinden Allendorf (Eder), Battenberg, Bromskirchen, Burgwald, Frankenau, Haina (Kloster) und Hatzfeld. Filialstandorte waren neben der Hauptstelle Frankenberg in Allendorf, Frankenau und Hatzfeld.

## Mitglieder
Die Mitglieder der Frankenberger Bank waren sowohl Kunde als auch Eigentümer der Genossenschaftsbank. Aus Anlass des Meilensteins von 10.000 Mitgliedern im Jahr 2011 pflanzte die Bank einen Mitgliederwald mit 10.000 jungen Eichen in einem Waldstück zwischen Hatzfeld/Eder und Reddighausen. Im April 2016 wurde im Nationalpark Kellerwald in Frankenau ein zweiter Mitgliederwald mit weiteren 5.000 Eichen gepflanzt. Zum Jahreswechsel 2022/23 hatte die Bank 12.139 Mitglieder.

## Tochtergesellschaften
Die Frankenberger Bank hatte eine Tochtergesellschaft im alleinigen Besitz. Die Raiffeisen-Immobilien GmbH umfasste das gesamte Immobiliengeschäft der Bank. Neben der Vermittlung von Häusern und Wohnungen wurde der komplette Service für Käufer und Verkäufer (Bewertung der Immobilie, Bewerbung des Objektes, Besichtigung, Interessentendatenbank, Vorbereitung von Kaufverträgen, Objektübergabe) angeboten.

## Belege
1. 1 2  Stammdaten des Kreditinstitutes bei der Deutschen Bundesbank
2. ↑  Jörg Paulus: Fusion zur Waldeck-Frankenberger Bank ist beschlossen. In: Hessisch/Niedersächsische Allgemeine. 17. Juni 2023, abgerufen am 17. Juli 2023.
3. ↑  Jörg Paulus: Neue Waldeck-Frankenberger Bank startet am 21. Oktober. In: Hessisch/Niedersächsische Allgemein. 14. Oktober 2023, abgerufen am 19. November 2023.

Koordinaten: 51° 3′ 29,3″ N, 8° 47′ 28,7″ O